# Женская сборная Словакии по водному поло
Женская сборная Словакии по водному поло — национальная ватерпольная команда, представляющая Словакию на международной арене. Управляющей организацией является Федерация плавания Словакии (словац. Slovenská plavecká federácia; англ. Slovak Swimming Federation).
До 1993 года словацкие ватерполистки выступали в составе сборной Чехословакии.

## Результаты выступлений

### Чемпионаты Европы
| Место     | И              | В              | Н              | П              | ГЗ             | ГП             | +/-            |                |
| --------- | -------------- | -------------- | -------------- | -------------- | -------------- | -------------- | -------------- | -------------- |
| 1985—1991 | не участвовали | не участвовали | не участвовали | не участвовали | не участвовали | не участвовали | не участвовали | не участвовали |
| 1993      | 12             | 6              | 0              | 0              | 6              | 14             | 114            | -100           |
| 1995—2018 | не участвовали | не участвовали | не участвовали | не участвовали | не участвовали | не участвовали | не участвовали | не участвовали |
| 2020      | 8              | 8              | 2              | 0              | 6              | 35             | 133            | -98            |
| 2022      | 12             | 6              | 0              | 0              | 6              | 27             | 116            | -89            |
| 2024      | 15             | 5              | 2              | 0              | 3              | 68             | 55             | +13            |